# Кувахара Шусаку
Кувахара Шусаку (1829-1862) је био један од најбољих професионалних играча Гоа Едо периода (1603—1868) у Јапану. Његова игра и теорија отварања (фусеки), су поставиле темеље модерног Гоа. Био је део Хонинбо школе Гоа, једне од четири које су обучавале ученике (Хонинбо, Иное, Јасуи и Хајаши).
Познат је по томе што је остао непоражен у 19 партија заредом, које су се годишње играле у замку пред царем.

### Младост
Шусаку је рођен као Кувахара Торађиро, 5. маја 1829. у Тонури (Иношима), као син занатлије Кувахаре Вазоа. Његов таленат за Го је врло рано откривен, и од шесте године је био познат као чудо од детета. Господар Асано, даимјо у региону, је чуо за његов таленат и пошто је одиграо
једну партију са њим постао је његов покровитељ, и дозволио му је да добија лекције од његовог личног тренера, Хошина (играча на професионалном нивоу). У јануару 1837, један од тада најјачих играча је посетио Иношиму и одиграо је партију са Шусакуом. Био је импресиониран његовим талентом и позвао га је да постане његов ученик у Хонинбо школи.
28. новембра 1839, Шусаку је добио титулу професионалног првог дана.

#### Освојене категорије
- 1839: 1-дан
- 1841: 2-дан
- 1842: 3-дан
- 1843: 4-дан
- 1846: 5-дан
- 1848: 6-дан
- 1853: 7-дан

### Наследник Хонинбоа
Шусаку је добио понуду да постане наследник Шуве, једног од најјачих играча тог времена, и преузме титулу Хонинбоа. Он је одбио, због обавеза према господару Асану и сопственој породици. После одређених преговора, господар Асано му је допустио да пређе и постао је Шувин наследник 1847. године. Шусаку је 1848. званично препознат као Шувин наследник и те исте године је унапређен на титулу 6. дан.

### Касније године и смрт
У годинама које су следиле, Шусаку није играо много партија.
У књизи "Complete games of Shusaku", је наведено да је одиграо укупно 388 партија, од којих су 2 биле ренго, а 38 незавршене партије.
1862. се појавила епидемија колере, од које које се он заразио и умро док је помагао да се преносе болесни. Тада је имао 33 године.